# Adam et Ève (Valadon)
Pour les articles homonymes, voir Adam et Ève.
Adam et Ève – ou Été – est un tableau réalisé en 1909 par la peintre française Suzanne Valadon. Cette huile sur toile représente Adam et Ève au jardin d'Éden alors que la jeune femme cueille le fruit défendu. Ils y figurent sous les traits de l'artiste et de son amant de l'époque, André Utter, dont la nudité n'est initialement pas recouverte de feuilles de vigne, rajoutées a posteriori. Révélée au Salon d'Automne en 1920, l'œuvre fait partie des collections du musée national d'Art moderne, à Paris.